# Jason Botkin
Pour les articles homonymes, voir Kin.
Jason Botkin, alias Kin, né en 1974 à Denver (Colorado), est un artiste américain installé au Canada. Il aime créer sur différents supports. Auteur notamment de peintures murales, de dessins, et d'installations, il expose seul et s'investit également dans des projets collaboratifs, notamment via le projet artistique « En Masse ».

## Parcours
En 1980, il quitte les États-Unis pour Winnipeg, au Canada, où il vit jusqu'en 1992. En 1997, il est diplômé avec mention de l'Alberta College of Art and Design (Calgary, Canada), avec une spécialisation en dessin.
Après ses études, il abandonne un temps l'art, et se consacre notamment aux voyages (il vit ainsi deux ans au Japon), à sa famille et à la méditation bouddhiste, avant de reprendre ses activités artistiques en 2003.

## Œuvres
Souvent présenté comme un artiste urbain en raison de ses nombreuses œuvres murales,, Jason Botkin s'appuie sur des supports et formes multiples pour créer : masques, installations en salle, murs ou trottoirs,,,,... Il considère le dessin comme le cœur de son travail. Ses œuvres sont principalement figuratives.
Plusieurs expositions lui sont consacrées au Canada, notamment à Montréal, où il vit ([Trans]formations, Last Minute,, ALL Kin,). Il expose et participe également à des évènements artistiques aux États-Unis, au Mexique, et en Europe,,,.
Il travaille également en collaboration avec d'autres artistes,,,. Il est ainsi le directeur d'« En Masse », mouvement artistique de Montréal qu'il a co-fondé avec l'artiste Tim Barnard en 2009, et qui rassemble plus de 250 contributeurs,.
Jason Botkin traite parfois de problèmes politiques et de société à travers ses œuvres, et aime provoquer ainsi le débat,. Intéressé notamment par les questions de l'accès à l'eau, de la préservation des océans et de l'environnement, il participe au festival « Murals for Oceans » de la fondation de PangeaSeed en 2015,.

## Influences et sources d'inspiration
Il indique être inspiré par les arts traditionnels mexicain, indien, ou d'Asie du Sud-est, et leur  « touche psychédélique ». Il aime les peintres Otto Dix, Vincent Van Gogh, et Francis Bacon, et avoue une fascination pour les gravures médiévales, notamment celles traitant de l'alchimie,.
Selon l'historienne de l'art Constance Naubert-Riser, Jason Botkin développe un style « étrange » et « onirique », et l'on trouve dans ses créations des références à la peinture flamande et à l'école vénitienne.